# Spirorbis incisus
Spirorbis incisus är en ringmaskart som först beskrevs av Morch 1863.  Spirorbis incisus ingår i släktet Spirorbis och familjen Serpulidae. Inga underarter finns listade i Catalogue of Life.